# Циммерн (Тюрингия)
Циммерн (нем. Zimmern) — община в Германии, в земле Тюрингия.
Входит в состав района Заале-Хольцланд. Подчиняется управлению Дорнбург-Камбург. Население составляет 192 человека (на 31 декабря 2010 года). Занимает площадь 5,91 км².
Коммуна подразделяется на 10 сельских округов.